# Jøkulhest
Jøkulhest är en bergstopp i Antarktis. Den ligger i Östantarktis. Norge gör anspråk på området. Toppen på Jøkulhest är 3 144 meter över havet.
Terrängen runt Jøkulhest är bergig åt sydost, men åt nordväst är den kuperad. Trakten är obefolkad. Det finns inga samhällen i närheten. 